# Ditchingham Hall
Ditchingham Hall est une maison de campagne anglaise, près du village de Ditchingham dans le sud du Norfolk, en Angleterre, qui s'étend sur environ 2000 acres de parc paysagé par Capability Brown. La maison est à environ 2 milles (3,2 km) au nord-ouest de Ditchingham sur la route B1332 entre Bungay, Suffolk et Norwich. C'est la maison de campagne du comte Ferrers. Le propriétaire actuel est Robert William Saswalo Shirley, 14e comte Ferrers. C'est une maison privée et non ouverte au public.

## Histoire
La maison est construite en 1710 par le révérend John James Bedingfeld et remplace une précédente. En 1885, la maison et le domaine sont achetés à la famille Bedingfield par William Carr. La maison est agrandie en 1910 par son fils, également William Carr, mais réduite dans les années 1980.
L'écrivaine Diana Athill grandit à Ditchingham Hall.